# André Thirifays
 (août 2010).
Si vous disposez d'ouvrages ou d'articles de référence ou si vous connaissez des sites web de qualité traitant du thème abordé ici, merci de compléter l'article en donnant les références utiles à sa vérifiabilité et en les liant à la section « Notes et références ».
André Thirifays (né à Huy en 1903 et décédé en 1992) est un journaliste et cinéphile,, principal fondateur de la cinémathèque belge.

## Biographie
Après une jeunesse solitaire et difficile en France et en Belgique (à seize ans il était orphelin de père et mère), il gravit petit à petit les échelons de la vie. Autodidacte, il devint, pendant près de quarante ans, l'auteur d'une chronique de télévision et critique de cinéma au journal Le Soir de Bruxelles. Dès  1932, il avait été le fondateur du Club de l'Écran, à Bruxelles, puis, en  1938, de la Cinémathèque de Belgique (pas encore royale, ni Cinematek) avec Pierre Vermeylen et Henri Storck. C'est lui qui fit entrer  Dimitri Balachoff, seulement âgé de 19 ans en  1944, dans le conseil d'administration. C'est aussi lui qui recruta, en 1944, Jacques Ledoux qui devint conservateur en  1948  jusqu'à son décès en  1988. C'est encore lui, en 1944, qui patronna, avec  Henri d'Ursel, la transformation du Club de l'Écran en Séminaire des Arts qui présentait chaque semaine un film avant de céder la place au Musée du cinéma de Bruxelles installé, en  1962, au Palais des Beaux-Arts de Bruxelles avec ses séances quotidiennes.
Il fut, en  1947, un des organisateurs du Festival de Bruxelles (Cinémathèque royale de Belgique) qui eut un grand retentissement avec le scandale causé par la projection du film français Le Diable au Corps. À défaut d'un soutien officiel suffisant, le festival émigra à la côte et devint le Festival du Film et des Beaux-Arts de Belgique de Knokke en  1949  pour devenir ensuite le Festival international du cinéma expérimental de Knokke-le-Zoute très réputé internationalement.
André Thirifays, qui avait vécu à Paris avant la guerre, s'y était lié avec Henri Langlois, fondateur, en  1936, de la Cinémathèque française, ce qui lui permit de nouer de nombreux contacts entre les deux institutions grâce auxquels un certain nombre de films ressortissant du patrimoine belge furent rapatriés à Bruxelles, notamment Maudite soit la guerre du cinéaste Alfred Machin, film réalisé avec l'aide de l'armée belge et qui, dès  1913, décrit anticipativement  la 1re guerre mondiale  et L'Hirondelle et la Mésange d'André Antoine qui filme la balade sur les canaux de Flandre de deux péniches à travers les paysages dévastés par quatre ans de guerre.
André Thirifays donna aussi un court d'histoire du cinéma à l'Institut supérieur des arts décoratifs de Bruxelles devenu depuis École nationale supérieure des arts visuels.

## Misère au Borinage
En 1933, Denis Marion, André Thirifays et Pierre Vermeylen, animateurs du Club de l'Écran (ancêtre de la Cinémathèque royale de Belgique qu'ils fonderont quelques années plus tard) demandent à Henri Storck de coréaliser avec Joris Ivens un film de propagande sur les conditions de vie difficiles du prolétariat borain : Misère au Borinage, qui fut pendant longtemps généralement considéré comme le film qui mit fin à la préhistoire du cinéma belge pour faire entrer celui-ci dans l'histoire du cinéma mondial.